# 1202
Cette page concerne l'année 1202  du calendrier julien.
L'année 1202 est une année commune qui commence un mardi.

## Événements
- 23 juillet : victoire de la reine Tamar de Géorgie sur le Sultanat de Roum à Basiani, au nord-est d’Erzurum[1].
- Automne : en Mongolie, les Tatars sont battus et massacrés par Temüjin, qui réduit les survivants en esclavage et les répartis parmi ses alliés. Toghril mène conjointement une campagne contre les Merkit qui sont battus[2].

- Au Bengale, la capitale de la dynastie Sena Nadiya est évacuée devant l’arrivée du général Bakhtiyar Khalji[3].

### Europe
- 25 janvier[4] : Sverrir, roi de Norvège, défait les baglir, partisans des évêques, assiégés depuis septembre 1201 à Tønsberg. Il devient seul roi. Fin de la période d’anarchie en Norvège (1030-1201).
- 9 mars : mort de Sverre de Norvège. Début du règne de son fils Håkon III, à l’âge de treize ans[5].
- 13 mars : fondation de l'abbaye de Beauport.
- 28 avril : Jean sans Terre est cité par Philippe Auguste devant la cour des pairs de France pour l’enlèvement d’Isabelle d’Angoulême[6]. Ses fiefs français (Normandie, Maine, Anjou, Touraine, Saintonge et Poitou) lui sont supprimés (commise) et seront conquis par Philippe de 1202 à 1206.
- Printemps : en Serbie, Vukan Nemanjić dépose son frère Stefan avec l’aide de la Hongrie dont il reconnait la suzeraineté ainsi que la suprématie de l’Église romaine(fin en 1205)[7].
- 1er août : Arthur Ier de Bretagne et sa sœur sont faits prisonniers à Mirebeau (près de Loudun) par Guillaume de Broase, seigneur normand à la solde de Jean sans Terre[8].
- 8 octobre, Venise : départ de la quatrième croisade[9] (Boniface de Montferrat, Baudouin de Flandre, Dandolo, Geoffroi de Villehardouin). Les Vénitiens donnent un délai aux croisés pour régler leur dette en échange de la prise de Zara, port de l’Adriatique appartenant au roi de Hongrie.
- 30 octobre : Guillaume des Roches prend Angers pour le compte du roi de France[10].

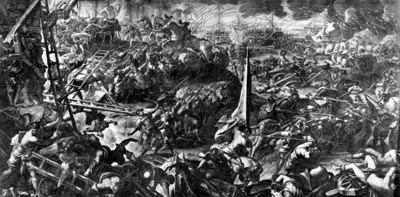
23 novembre : bataille de Zara

- 11 novembre : début du siège de Zara[11].
- 24 novembre : Zara est prise et pillée au profit de Venise[12]. Le pape excommunie Vénitiens et Croisés, mais lève aussitôt la peine pour ces derniers.
- Décembre : Philippe de Souabe envoie une ambassade aux Croisés qui hivernent à Zara, et leur propose une alliance avec son beau-frère Alexis IV Ange, qui demande l’aide de la croisade pour rétablir son père Isaac II sur le trône de Constantinople. En échange de cet aide, il promet des versements élevés (200 000 marcs), la contribution des Byzantins à la croisade (10 000 hommes pendant un an) et l’union des Églises. Malgré l’opposition d’une partie de l’armée (Simon de Montfort, l’abbé Guy des Vaux de Cernay) et du légat, le projet est adopté[13].
- 25 décembre[14] : couronnement de Valdemar II Serj (le Victorieux, 1170-1241), roi de Danemark.

- Création à Riga de l’ordre des chevaliers Porte-Glaive sur l’initiative d’un cistercien, disciple du chanoine Meinhard, approuvé par Rome en 1204[15]. Ils entreprennent la conquête et la christianisation de la Livonie. Ils ne font pas appel aux paysans allemands mais utilisent la main-d’œuvre locale pour mettre en valeur les terres.
- Les Kiéviens accueillent Romain de Volhynie. Riourik Rostislavitch s’enfuit[16].
- Première émission de gros d’argent à Venise[17] (un gros d’argent vaut un sou), qui s’impose sur les marchés orientaux. Il est imité dans tout l’Occident.
- Le mathématicien italien Leonardo Pisano, plus connu sous le nom de Leonardo Fibonacci, publie Liber abaci, un ouvrage sur l’algèbre et les chiffres arabes dont le nombre zéro qui est ainsi utilisé pour la première fois en Europe[18].